# N813 (Wârre)
De N813 is een gewestweg in het noorden van de Belgische provincie Luxemburg. De route verbindt Wârre (N833) met Tohogne (N833). De route heeft een lengte van ongeveer 3 kilometer en bestaat uit een smalle strook asfalt zonder belijning.